# Hypnum nelsonii
Hypnum nelsonii är en bladmossart som beskrevs av Jean Édouard Gabriel Narcisse Paris 1896. Hypnum nelsonii ingår i släktet flätmossor, och familjen Hypnaceae. Inga underarter finns listade i Catalogue of Life.